# 白銀 (八戸市)
白銀（しろがね）とは、青森県八戸市の町名である。

## 概要
白銀は、八戸市東部の新井田川河口の右岸にある地区で白銀1丁目から5丁目まである。
四方を白銀町に囲まれている。北に、八戸港、八戸漁港がある。地内には、JR東日本八戸線白銀駅が立地する。幹線道路は、青森県道29号八戸環状線が通る。1961年（昭和36年）に、地内で放火によって大規模火災に発展し1000棟以上が全焼した白銀大火が発生した。元は、白銀町の一部だったが、白銀大火の後、災害復興を目的に土地区画整理事業が行われ近代的な住宅地が形成された。1974年（昭和49年）に住居表示が実施された。

## 世帯数と人口
2017年（平成29年）4月30日現在の世帯数と人口は以下の通りである。
| 丁目       | 世帯数  | 人口    |
| ---------- | ------- | ------- |
| 白銀一丁目 | 150世帯 | 279人   |
| 白銀二丁目 | 93世帯  | 188人   |
| 白銀三丁目 | 171世帯 | 364人   |
| 白銀四丁目 | 225世帯 | 501人   |
| 白銀五丁目 | 254世帯 | 543人   |
| 計         | 893世帯 | 1,875人 |

## 歴史
以前の歴史は白銀町 (八戸市)を参照
- 1961年(昭和36年) 5月29日 白銀大火が発生し、地内1000棟以上が全焼。
- 1974年(昭和49年) 9月1日 住所変更により白銀1丁目から5丁目が誕生する。

### 町名の変遷
| 実施後     | 実施年月日   | 実施前（各字ともその一部）                                                             |
| ---------- | ------------ | -------------------------------------------------------------------------------------- |
| 白銀一丁目 | 1974年9月1日 | 大字白銀町字三島下、大沢片平、三島上、洲賀端                                           |
| 白銀二丁目 | 1974年9月1日 | 大字白銀町字三島下、洲賀端、下タ通、北側本町                                           |
| 白銀三丁目 | 1974年9月1日 | 大字白銀町字三島上、沢向、北側本町、南側本町、三島下、新町通、下タ通、寺ノ後、大久保道 |
| 白銀四丁目 | 1974年9月1日 | 大字白銀町字寺ノ後、中平、雷、北側本町、南側本町、新町通、下タ通、源治囲内             |
| 白銀五丁目 | 1974年9月1日 | 大字白銀町字北側本町、南側本町、新町通、源治囲内、雷、砂森                             |

## 施設

### 教育
- 八戸市立白銀小学校（地内の外縁南部の大字白銀町に位置する）
- 八戸市立白鴎小学校（地内の外縁南部の大字白銀町に位置する）

### 病院
- 佐藤耳鼻咽喉科
- きどクリニック

### 公園・公民館・社寺
- 砂森公園
- 白銀公民館
- 福昌寺
- 清水観音堂
- 白銀浜清水観音

### 鉄道
- JR八戸線白銀駅

### 商業
- 青森みちのく銀行 白銀支店
- 青森みちのく銀行 鮫支店・鮫白銀支店
- ユニバース 白銀店
- 清水湯
- はんこの店タジマ